# Canton de Juvisy-sur-Orge
Le canton de Juvisy-sur-Orge est une ancienne division administrative et circonscription électorale française située dans le département de l’Essonne et la région Île-de-France.

## Géographie

### Situation
| Type d’occupation           | Pourcentage | Superficie (en hectares) |
| --------------------------- | ----------- | ------------------------ |
| Espace urbain construit     | 88,2 %      | 811,53                   |
| Espace urbain non construit | 9,3 %       | 85,89                    |
| Espace rural                | 2,5 %       | 22,92                    |
| Source : Iaurif             |             |                          |

Le canton de Juvisy-sur-Orge était organisé autour de la commune de Juvisy-sur-Orge dans l’arrondissement de Palaiseau. Son altitude variait entre trente-deux mètres à Juvisy-sur-Orge et quatre-vingt-dix-neuf mètres à Savigny-sur-Orge, pour une altitude moyenne de quarante-deux mètres. Le canton comprenait la totalité du territoire de Juvisy-sur-Orge augmenté de la partie du territoire de Savigny-sur-Orge située à l’est de l’axe de la rue Ampère, la rue Jenner[Lequel ?], l’avenue des Tilleuls, l’avenue Robert Leuthreau, l’avenue de Longjumeau, l’avenue des Palombes, le boulevard Aristide Briand, l’avenue Mistral, l’avenue Carnot, la rue des Vergers, la rue de la Vanne, l’avenue des Belles Fontaines, la rue de la Montagne Pavée et la voie ferrée de la ligne C du RER.

### Composition
Le canton de Juvisy-sur-Orge groupait la commune de Juvisy-sur-Orge et en partie celle de Savigny-sur-Orge et comptait 23 063 habitants.
| Communes         | Population (2012) | Code postal | Code Insee  |
| ---------------- | ----------------- | ----------- | ----------- |
| Juvisy-sur-Orge  | 14 634 hab.       | 91260       | 91 3 41 326 |
| Savigny-sur-Orge | 36 842 hab.       | 91600       | 91 3 99 589 |

### Démographie
| 1968 | 1975 | 1982 | 1990   | 1999   | 2006   | 2011   | 2012   |
| ---- | ---- | ---- | ------ | ------ | ------ | ------ | ------ |
| -    | -    | -    | 19 921 | 20 505 | 22 831 | 23 715 | 23 997 |

### Pyramide des âges
| Hommes | Classe d’âge | Femmes |
| ------ | ------------ | ------ |
| 0,2    | 90 ans ou +  | 0,4    |
| 5,3    | 75 à 89 ans  | 8,4    |
| 11,6   | 60 à 74 ans  | 11,4   |
| 19,3   | 45 à 59 ans  | 19,3   |
| 24,1   | 30 à 44 ans  | 20,1   |
| 21,5   | 15 à 29 ans  | 23,8   |
| 18,0   | 0 à 14 ans   | 16,6   |

| Hommes | Classe d’âge | Femmes |
| ------ | ------------ | ------ |
| 0,3    | 90 ans ou +  | 0,8    |
| 4,4    | 75 à 89 ans  | 6,7    |
| 11,3   | 60 à 74 ans  | 11,9   |
| 19,9   | 45 à 59 ans  | 20,0   |
| 21,9   | 30 à 44 ans  | 21,4   |
| 20,6   | 15 à 29 ans  | 19,2   |
| 21,7   | 0 à 14 ans   | 20,0   |

## Historique
En 1964 fut créé dans l’ancien département de Seine-et-Oise un canton de Juvisy-sur-Orge qui comprenait les communes de Fleury-Mérogis, Grigny, Juvisy-sur-Orge et Viry-Châtillon.
Le canton de Juvisy-sur-Orge, division de l’actuel département de l’Essonne, fut créé par le décret no 67-589 du 20 juillet 1967, il regroupait à l’époque les communes de Juvisy-sur-Orge et Draveil. Le canton fut supprimé par le décret no 75-1116 du 25 novembre 1975. Le canton fut recréé par le décret no 85-83 du 14 janvier 1985, il comportait alors la commune de Juvisy-sur-Orge et une portion de la commune de Savigny-sur-Orge.

## Représentation

### Conseillers généraux du canton de Juvisy-sur-Orge
| Période | Période | Identité                    | Étiquette             | Qualité |
| ------- | ------- | --------------------------- | --------------------- | --- |
| 1964    | 1967    | Henri Longuet               | DVD                   | Industriel, ancien député Maire de Viry-Châtillon (1953-1989), ancien conseiller général du canton de Longjumeau Élu en 1967 dans le Canton de Viry-Châtillon |
| 1967    | 1973    | Xavier Pidoux de La Maduère | DVD (ex-RPF puis UNR) | Gérant de société Maire de Juvisy-sur-Orge (1947-1971) Sénateur de Seine-et-Oise (1951-1959)                                                                  |
| 1973    | 1979    | Robert Thévenet             | PS puis DVG           | Comptable Maire de Juvisy-sur-Orge (1977-1998) |
| 1979    | 1998    | Claude Petit                | UDF-PR                | Docteur vétérinaire, conseiller municipal de Juvisy-sur-Orge                                                                                                  |
| 1998    | 2015    | Étienne Chaufour            | PS puis PRG           | Directeur de développement Maire de Juvisy-sur-Orge (1998-2014)                                                                                               |

### Résultats électoraux
Élections cantonales, résultats des deuxièmes tours :
- Élections cantonales de 1992 : 55,50 % pour Claude Petit (UDF), 44,50 % pour André Bussery (PS), 59,51 % de participation[9].
- Élections cantonales de 1998 : 52,44 % pour Étienne Chauffour (PS), 46,99 % pour Michèle Adam (RPR), 56,04 % de participation[10].
- Élections cantonales de 2004 : 54,32 % pour Étienne Chaufour (PS), 45,68 % pour Charley Josquin (UMP), 67,95 % de participation[11].
- Élections cantonales de 2011 : 63,76 % pour Étienne Chaufour (PS), 36,24 % pour Jean Merey (FN), 44,41 % de participation[12].

## Économie

### Emplois, revenus et niveau de vie
| Répartition des emplois par catégories socioprofessionnelles en 2006. |              |                                           |                                                   |                            |                          |                           |
|                                                                       | Agriculteurs | Artisans, commerçants, chefs d’entreprise | Cadres et professions intellectuelles supérieures | Professions intermédiaires | Employés                 | Ouvriers                  |
| Canton de Juvisy-sur-Orge                                             | 0,0 %        | 5,9 %                                     | 14,5 %                                            | 29,8 %                     | 34,0 %                   | 15,8 %                    |
| Département de l’Essonne                                              | 0,2 %        | 4,5 %                                     | 22,1 %                                            | 27,7 %                     | 27,6 %                   | 17,9 %                    |
| Moyenne nationale                                                     | 2,2 %        | 6,0 %                                     | 15,4 %                                            | 24,6 %                     | 28,7 %                   | 23,2 %                    |
| Répartition des emplois par secteurs d’activités en 2006.             |              |                                           |                                                   |                            |                          |                           |
|                                                                       | Agriculture  | Industrie                                 | Construction                                      | Commerce                   | Services aux entreprises | Services aux particuliers |
| Canton de Juvisy-sur-Orge                                             | 0,1 %        | 4,7 %                                     | 6,2 %                                             | 10,1 %                     | 12,5 %                   | 7,5 %                     |
| Département de l’Essonne                                              | 0,8 %        | 11,5 %                                    | 6,1 %                                             | 15,4 %                     | 18,8 %                   | 6,4 %                     |
| Moyenne nationale                                                     | 3,5 %        | 15,2 %                                    | 6,4 %                                             | 13,3 %                     | 13,3 %                   | 7,6 %                     |
| Sources : Insee,                                                      |              |                                           |                                                   |                            |                          |                           |